# Sheldon Adelson
Sheldon Adelson (Boston, Massachusetts; 6 de agosto de 1933 - Malibú, California; 11 de enero de 2021) fue un magnate estadounidense.  Fue presidente y director ejecutivo de Las Vegas Sands Corporation, la compañía matriz de Venetian Macao Limited, que opera el Venetian Resort Hotel Casino y el Centro de Convenciones Sands Expo, ambos en Las Vegas.
Adelson creó la Fundación Adelson en 2007, una organización benéfica privada centrada en la asistencia sanitaria y el apoyo a Israel y al pueblo judío. Fue uno de los principales contribuyentes a los candidatos del Partido Republicano estadounidense y a menudo se le apodó «hacedor de reyes» por el volumen y la frecuencia de sus donaciones. Él y su esposa Miriam Adelson fueron los mayores donantes de Donald Trump, proporcionando la mayor donación a la campaña de Trump en 2016, su investidura presidencial, su fondo de defensa contra la investigación del fiscal especial de los Estados Unidos de 2017 y su campaña presidencial de 2020. También fue uno de los principales patrocinadores del primer ministro de Israel, Benjamin Netanyahu.

## Biografía

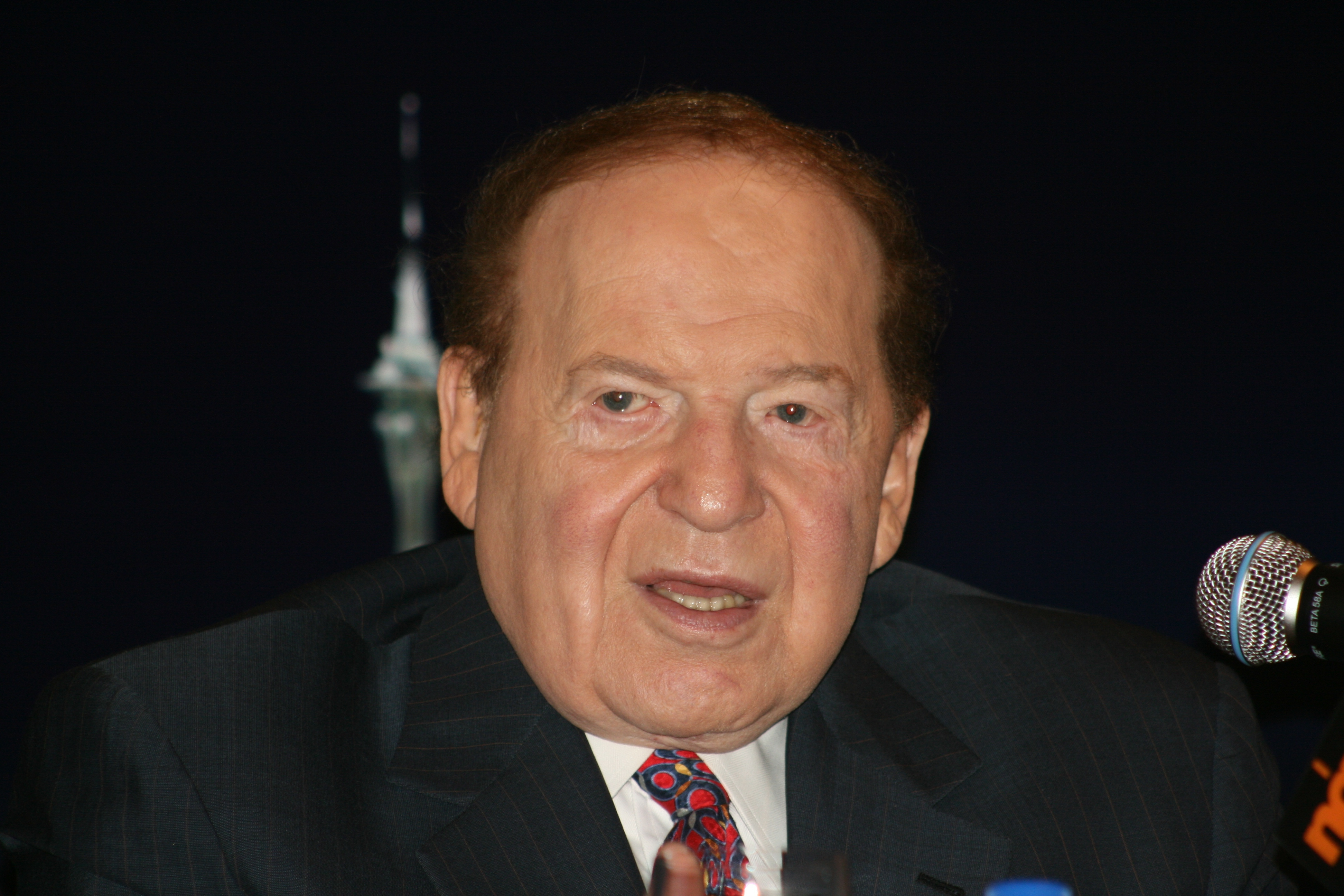
Sheldon Adelson en el año 2010.

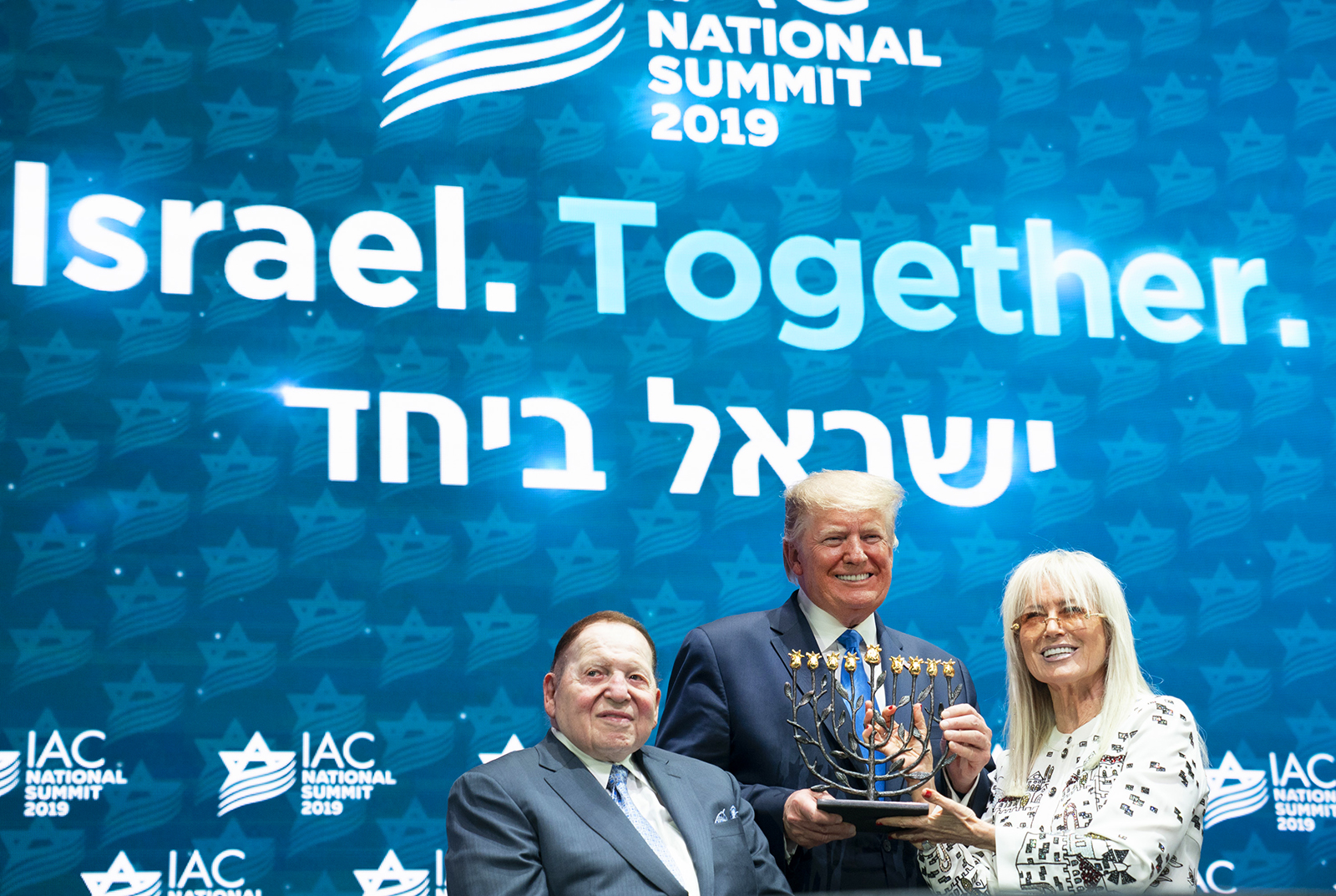
Sheldon Adelson con el entonces presidente estadounidense Donald Trump, año 2019.

Adelson nació y creció en el vecindario de Dorchester en Boston, Massachusetts en el seno de un matrimonio de emigrantes judíos asquenazíes ucranianos.
Propietario y principal inversor del hotel y casino de Las Vegas Venezia Tower, cuyo coste inicial fue superior a los mil millones de dólares.
A principios del siglo xxi se involucró en un proyecto para desarrollar un megacasino en Macao, China, la ciudad que fue una antigua colonia portuguesa hasta el 20 de diciembre de 1999. Hasta finales del 2013, también pretendió desarrollar otro para el sur de Europa, concretamente en Madrid, conocido como Eurovegas, que finalmente no prosperó.
Fue el promotor del COMDEX el mayor evento de tecnologías de información del mundo, organizado en Las Vegas (1979-2004).
Adelson aumentó considerablemente su valor neto en la oferta pública de venta de Las Vegas Sands en diciembre de 2004. Su fortuna personal se estimaba en 27 800 millones de dólares (diciembre de 2014). Figuró en la lista Forbes 400 como la primera persona más rica de Estados Unidos (2016). Al año siguiente, su fortuna se estimó en 36 200 millones de dólares según la revista Forbes (2017) ocupando así el puesto dieciocho a nivel mundial, y alcanzando el catorce dentro de los Estados Unidos.
Falleció el 11 de enero de 2021 a los 87 años, a causa de un linfoma en Malibú, California.